# Clara Grima
Clara Isabel Grima Ruiz, née le 26 janvier de 1971, est une professeure de mathématiques appliquées à l'université de Séville, spécialisée en géométrie computationnelle. Elle est connue pour ses recherches sur les scutoïdes, des formes qui ressemblent à des polyèdres et qui peuvent paver l'espace entre deux surfaces courbes, et pour son travail de vulgarisation des mathématiques.

## Biographie
Grima naît le 26 janvier 1971 à Coria del Río (Andalousie). Elle obtient son doctorat en mathématiques à l'université de Séville en 1998 avec sa thèse Geometría computaciones en superficies no planas dirigée par Alberto Márquez Pérez. Elle est professeure de mathématiques appliquées dans cette même université.
En 2018, avec une équipe multidisciplinaire de vulgarisateurs scientifiques, elle décrit une nouvelle forme géométrique appelée scutoïde dans un article publié dans la revue Nature Communications. Cette découverte est le résultat d'une recherche menée par le département de biologie cellulaire et l'Institut de biomédecine de l'université de Séville, dirigée par Luis M. Escudero. Comme l'explique Clara Grima elle-même, l'objet a été découvert « non pas en regardant dans les yeux, mais dans les glandes salivaires de la mouche du vinaigre », en tenant compte des diagrammes de Voronoï.
En 2022 elle est incluse dans la liste des « vingt-deux personnes qui changeront l'année 22 » (los 22 protagonistas que cambiarán el 22) de Forbes España.

## Vulgarisation
Grima a publié des douzaines d'articles de vulgarisation scientifique dans ElDiario.es, Jot Down (es) ou tecnoxplora.com ainsi que sur la plate-forme de vulgarisation scientifique Naukas (es).
Elle est l'auteur avec Raquel Garcia i Ulldemolins (es) du blog de vulgarisation scientifique pour des enfants Mati y sus mateaventuras, site éducatif destiné aux enfants de 8 à 15 ans, inspiré par ses fils, Salvador et Ventura, qui y apparaissent sous les noms de Sal et Ven. Elle est également coautrice d'un livre de vulgarisation scientifique pour enfants intitulé Hasta el infinito y más allá. Elle participe aussi à un programme de radio/podcast de sevillawebradio appelé Los 3 chanchitos. À la télévision, elle a collaboré aux deux premières saisons du programme de science et d'humour Órbita Laika (es) sur La 2. En 2016, elle participe à la pièce de théâtre Científicas: pasado, presente y futuro, dans laquelle elle interprète le rôle de Rosalind Franklin.
Elle a été présidente de la Commission de diffusion scientifique de la Société royale mathématique espagnole. 

## Publications

### Coautrice de livres de vulgarisation scientifique
- (es) Clara Grima et Raquel García Ulldemolins, Hasta el infinito y más allá, Espasa, 2013, 128 p. (ISBN 978-84-670-2456-2, lire en ligne)
- (es) Gardner para principiantes, RSME y Ediciones SM, 2014, 167 p. (ISBN 978-84-675-7473-9, lire en ligne)
- (es) Clara Grima et Enrique Fernández Borja, Las matemáticas vigilan tu salud, Next Door Publishers, 2017, 188 p. (ISBN 978-84-946669-6-4, lire en ligne)

### Livres de vulgarisation scientifique
- (es) Clara Grima, ¡Que las matemáticas te acompañen!, Ariel, 2018 (ISBN 9788434427846, lire en ligne)
- (es) Clara Grima, En busca del grafo perdido, Ariel, 2021 (ISBN 978-84-344-3413-4)

### Livres scientifiques
- Computational Geometry on Surfaces (Springer-Science+Business Médie, 2001)[11]